# Rinaldo Piscicello
Rinaldo Piscicello (Nápoles, 1415/1416 - Roma, 4 de julho de 1457) foi um cardeal do século XV.

## Biografia
Nasceu em Nápoles em 1415/1416. De uma família nobre. Filho de Nicola Piscicello e Maria d'Alagni. Era parente de Lucrécia d'Alagni, a favorita do rei Alfonso V de Aragão, que provavelmente impulsionou a sua carreira. Ele foi chamado de Cardeal de Nápoles.
Prebendário e cânone do capítulo da catedral metropolitana de Nápoles. Vigário Geral da Arquidiocese. Apostólico protonotário.
Ordenado (nenhuma informação adicional encontrada). Em 1440, o rei Alfonso I de Nápoles recomendou-o ao papa para a sé Catanzaro.
Eleito arcebispo de Nápoles em 12 de maio de 1451. Consagrado (nenhuma informação encontrada). Consultor do rei de Nápoles. Reconstruiu a catedral metropolitana de S. Saverio de Nápoles, severamente danificada pelos terremotos de 5 e 30 de dezembro de 1456; os terremotos causaram 40.000 mortes. Abade comendador da abadia de S. Pietro all'Altare .
Criado cardeal sacerdote no consistório de 17 de dezembro de 1456; chegou a Roma em 20 de março de 1457; recebeu o chapéu vermelho e o título de Santa Cecília em 21 de março de 1457.
Morreu em Roma em 4 de julho de 1457, “per incuria dei medici” (por negligência dos médicos). Seu corpo foi transportado para Nápoles em 1458 e sepultado em um túmulo de mármore próximo ao altar-mor da catedral metropolitana de Nápoles